# Quirlige Borstenhirse
Die Quirlige Borstenhirse (Setaria verticillata), auch Kletten-Borstenhirse genannt, ist eine Pflanzenart, die zur Gattung der Borstenhirsen (Setaria) innerhalb der Familie der Süßgräser (Poaceae) gehört.

## Beschreibung

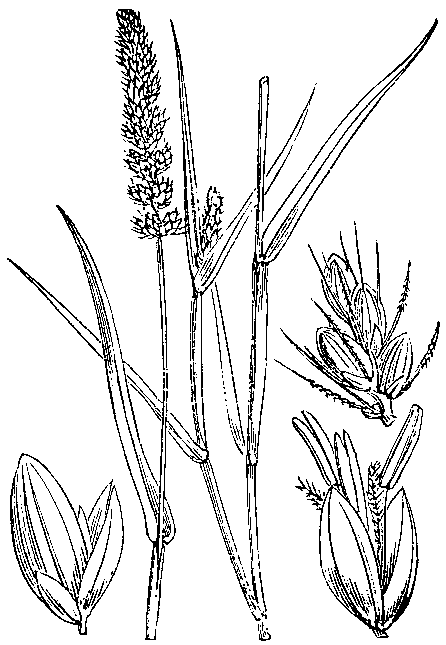
Illustration mit Details

### Vegetative Merkmale
Die Quirlige Borstenhirse ist einjährig und erreicht Wuchshöhen von 10 bis 100 Zentimetern. Ihre Halme sind aufrecht oder knickig aufsteigend. Die Ligula bildet einen Haarkranz. Die Laubblätter sind 4 bis 25 Zentimeter lang und 5 bis 21 Millimeter breit.

### Generative Merkmale
Die Blütezeit reicht von Juni bis September. Der Blütenstand ist zu einer walzenförmigen dichten Ährenrispe zusammengezogen, die höchstens im unteren Teil unterbrochen ist. Die Borsten sind 3 bis 7 Millimeter lang, ihre Stachelhaare sind rückwärts gerichtet, dadurch wirkt der Blütenstand wie eine Klette. Das ist ein gutes Kennzeichen der typischen Varietät dieser Art. Das Ährchen ist bei einer Länge von 2 bis 2,2 Millimetern länglich-elliptisch. Seine obere Hüllspelze ist so lang wie das Ährchen und fünfnervig, die untere Hüllspelze ist nur 1/3 so lang wie das Ährchen. Die Deckspelze der oberen, zwittrigen Blüte ist knorpelig verdickt und zwischen den wenig hervortretenden Kielen schwach querrunzelig mit schmalen eingeschlagenen Seitenflächen.
Die Chromosomenzahl beträgt 2n = 36.

## Vorkommen
Die Quirlige Borstenhirse kommt in Süd- und Mitteleuropa bis nach Vorderasien und Nordafrika vor. Ihre Heimat sind die Tropen und Subtropen der Alten Welt. Sie ist aber weltweit ein Neophyt. In Europa kommt sie in fast allen Ländern vor und fehlt nur in Irland, Island, Schweden, im Baltikum und in Nordmazedonien.
Die Quirlige Borstenhirse wächst in Gärten, in Hackfruchtäckern und in Weinbergen an trocken-warmen Standorten auf nährstoffreichen und gut gedüngten sandig-lehmigen Böden. Sie ist ein Stickstoffzeiger und Wärmezeiger. Sie gedeiht vorwiegend in tieferen Lagen und steigt im Kanton Wallis bis 1210 Meter Meereshöhe auf. Sie ist eine Charakterart der Ordnung Polygono-Chenopodietalia.

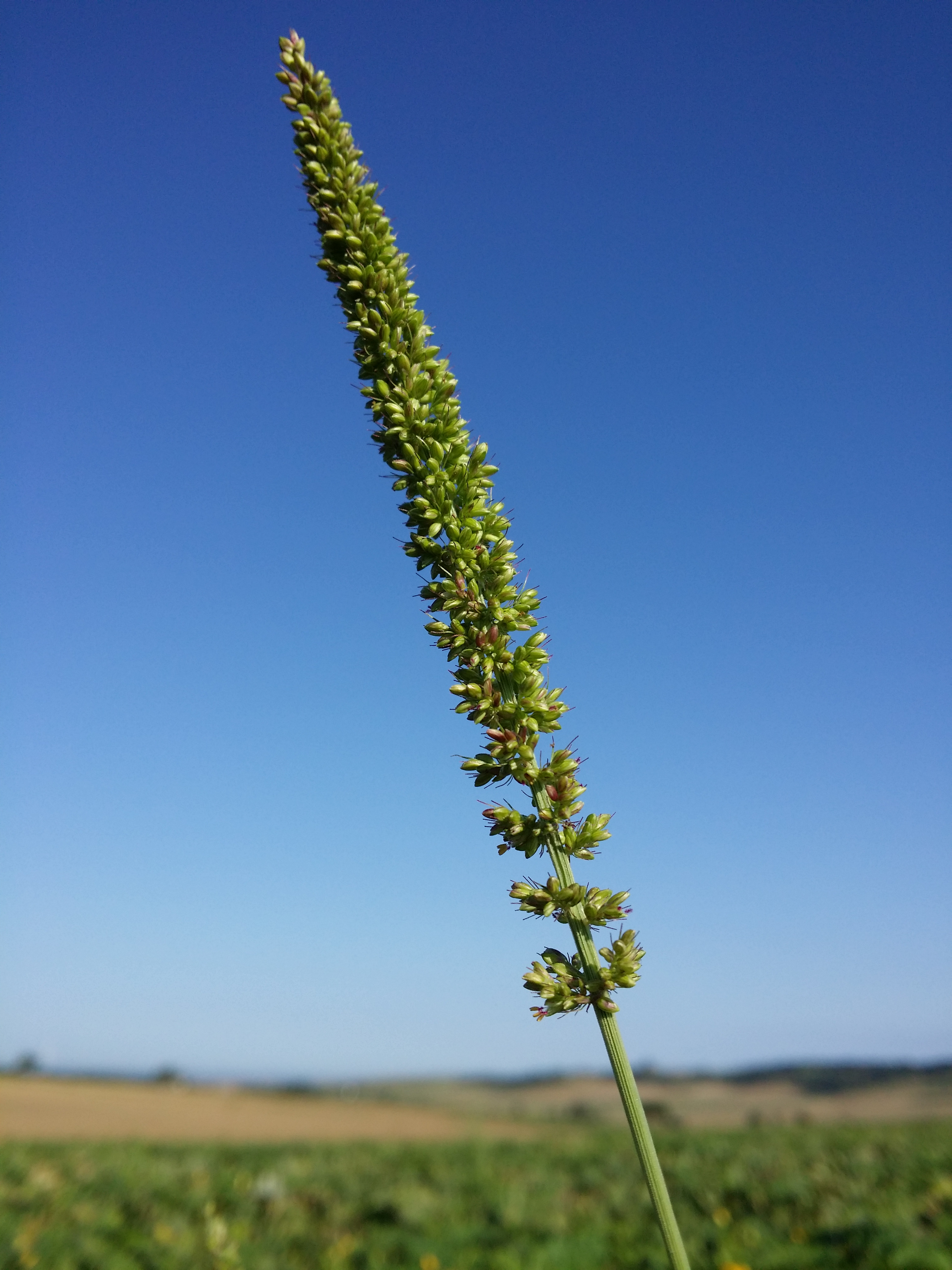
Täuschende Borstenhirse (Setaria verticilliformis)

Die ökologischen Zeigerwerte nach Landolt et al. 2010 sind in der Schweiz: Feuchtezahl F = 2+ (frisch), Lichtzahl L = 4 (hell), Reaktionszahl R = 3 (schwach sauer bis neutral), Temperaturzahl T = 5 (sehr warm-kollin), Nährstoffzahl N = 4 (nährstoffreich), Kontinentalitätszahl K = 4 (subkontinental).

## Systematik
Die Erstveröffentlichung erfolgte 1762 durch Carl von Linné in Species Plantarum ed. 2, S. 82 als Panicum verticillatum. Die Neukombination zu Setaria verticillata (L.) P.Beauv. wurde 1812 durch P.Beauv. in Essai d’une Nouvelle Agrostographie; ou Nouveaux Genres des Graminées; avec Figures représentant les Caractères de tous le Genres. Imprimerie de Fain, S. 51 veröffentlicht.

### Ähnliche Arten
Nahe verwandt mit der Setaria verticillata ist eine Sippe, die als eigene Art angesehen wird, die Täuschende Borstenhirse oder Kurzborstige Borstenhirse (Setaria verticilliformis Dumort., Syn. Setaria ambigua (Guss.) Guss. non Mérat, Setaria gussonei Kerguélen). Sie ist an ihrem weniger dichten Blütenstand zu unterscheiden, bei dem im unteren Teil die Hauptachse zwischen den Ährchen sichtbar ist und bei der der Blütenstand nicht wie eine Klette wirkt, weil die Borstenhaare nach vorne und nicht rückwärts gerichtet sind. Bei ihr sind die Borsten auch nur 3 bis 4 Millimeter lang, bei Setaria verticillata sind sie 4 bis 7 Millimeter lang. Diese Sippe wird aber von anderen Autoren nur als eine Varietät (Setaria verticillata var. ambigua (Guss.) Parl.) zur Art Setaria verticillata gestellt.

## Bilder

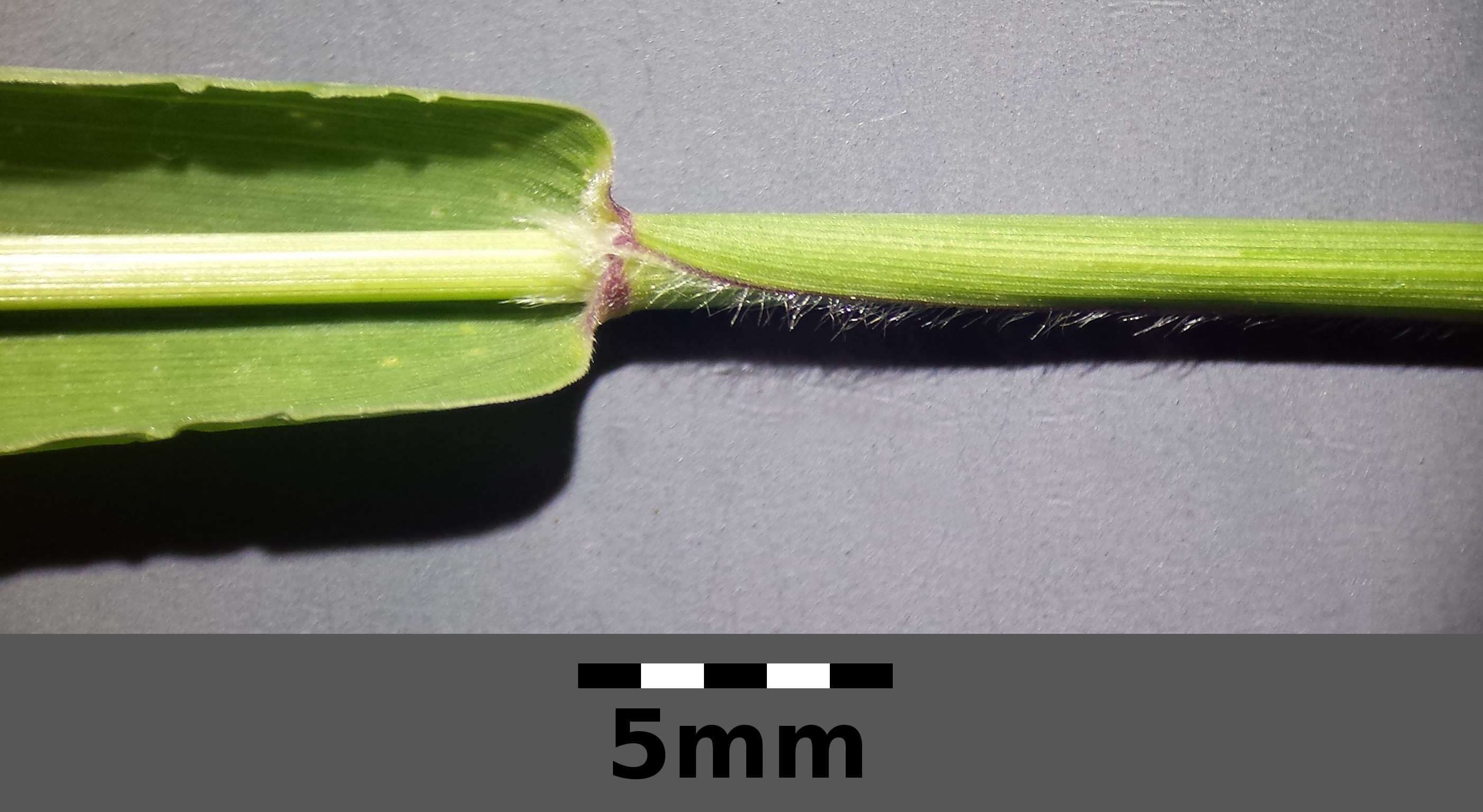
Stängel mit Laubblatt: die Blattscheide weist am Rand einen Haarsaum auf, die Blattspreite ist kahl.
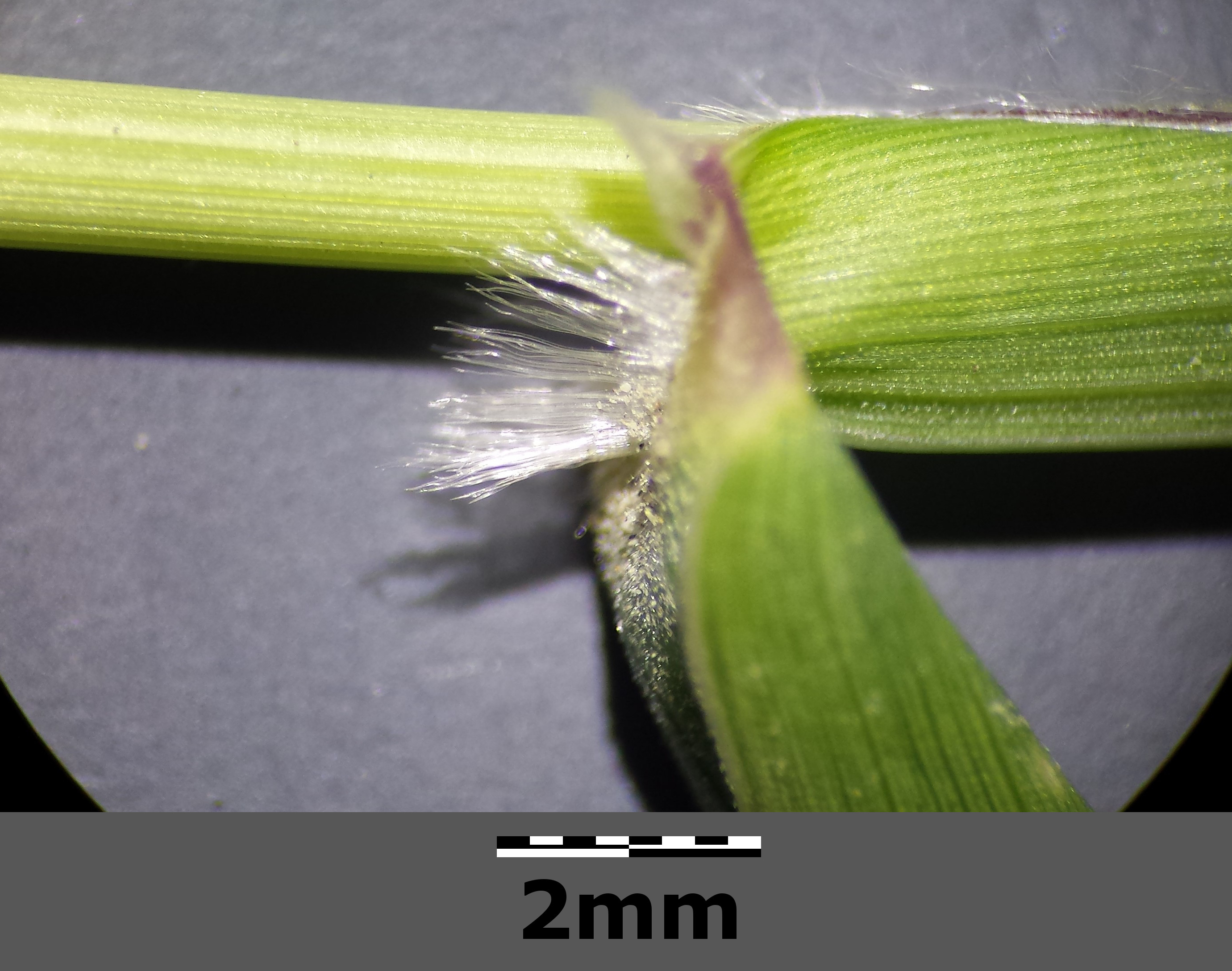
Das Blatthäutchen ist durch einen Wimpernkranz ersetzt.
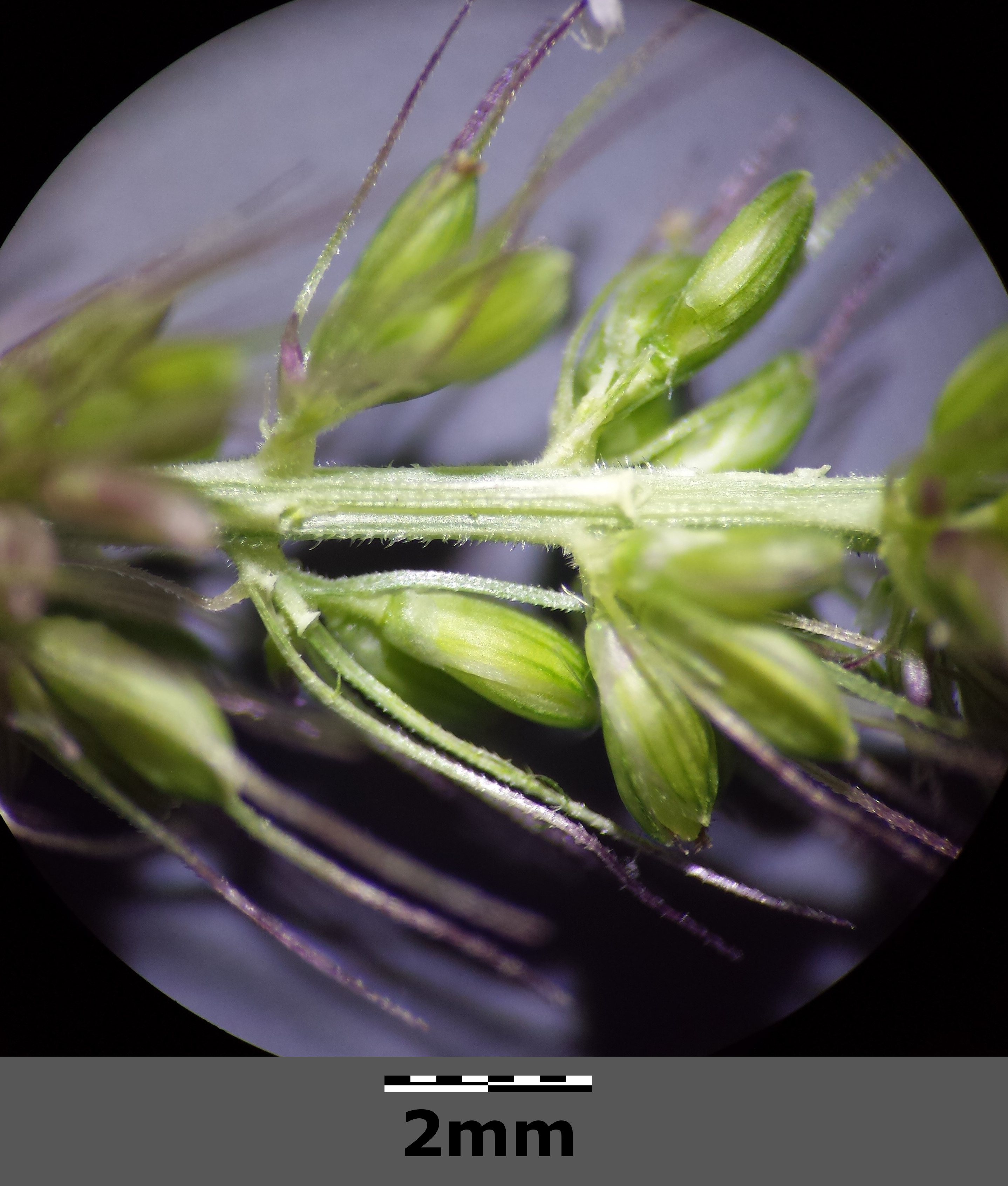
Die Hauptachse der Rispe ist dicht kurzborstig behaart.
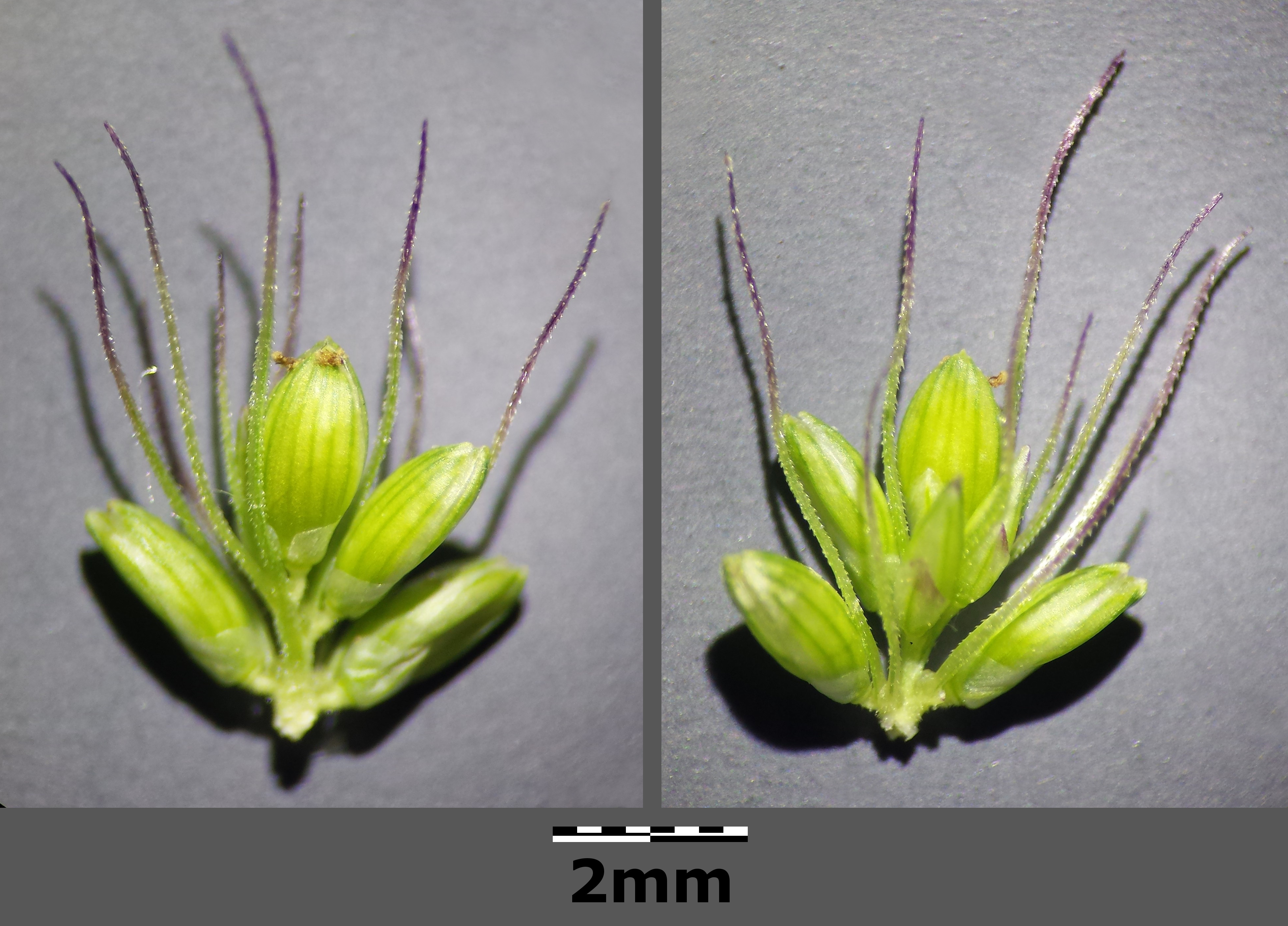
Die Ährchen sitzen an verzweigten Ästen auf der Rispenachse. Die Borstenhülle eines Ährchens besteht aus 1–3 Borsten mit nach unten gerichteten Stachelhaaren.
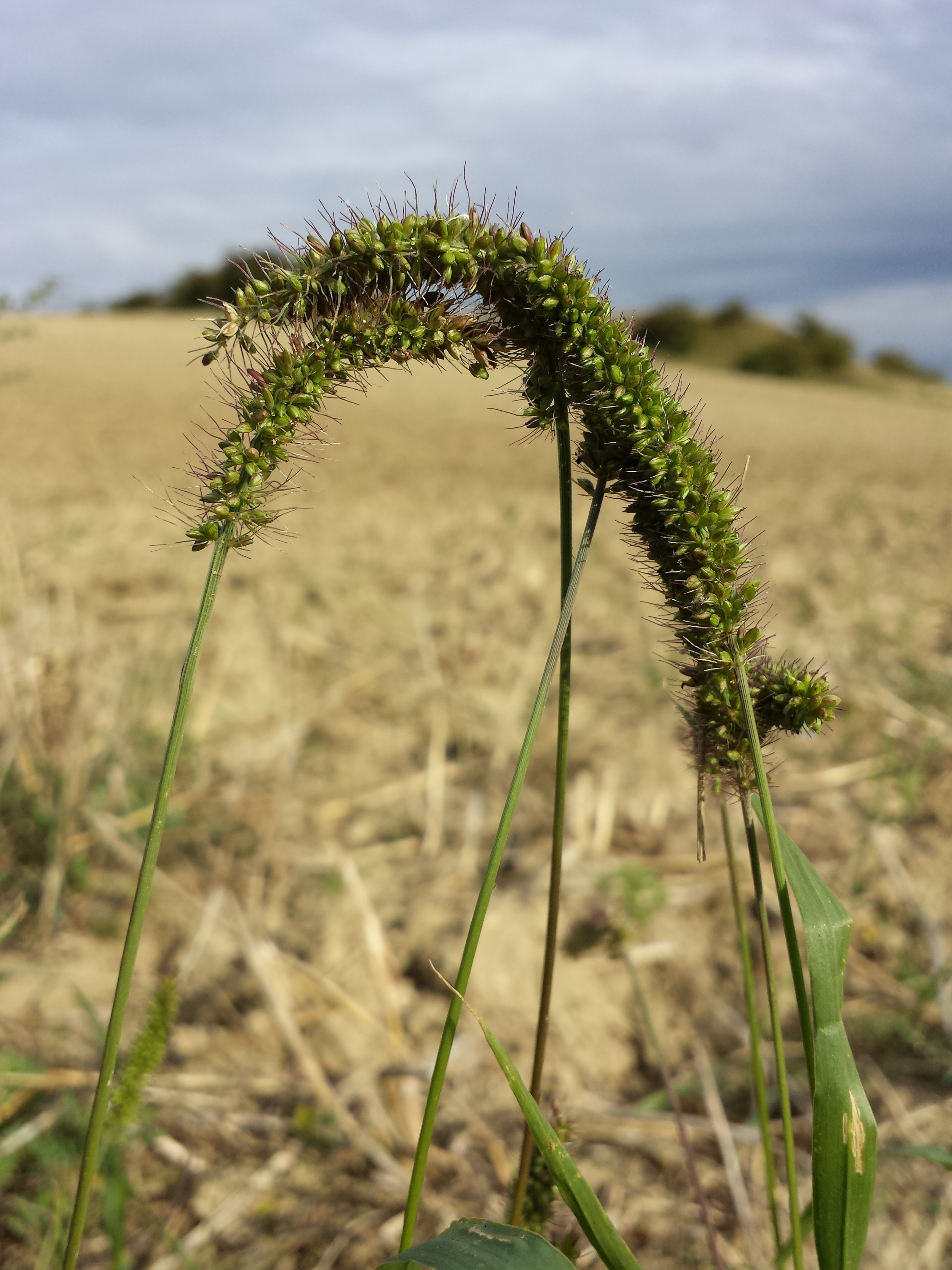
Die nach unten gerichteten Stachelhaare bewirken, dass sich die Rispen gegenseitig ineinander verhaken – ein typisches Artmerkmal.